# Володимир Мандль
Володи́мир Мандль (нім. Vladimir Mandel; 1817 або 1820, Тернопіль — 5 травня 1886, там само) — громадський діяч німецького походження. Посол до Австрійського Райхстагу (1848). Доктор права.

## Життєпис
Народився 1817 або 1820 року в м. Тернополі (Тернопільський округ, Королівство Галичини та Володимирії, Австрійська імперія, нині Тернопільська область, Україна) в родині німецького походження.
Закінчив у Тернополі єзуїтський колегіум, в якому навчався з 1829 по 1836 рік Працював міським поштмейстером. Мав науковий ступінь доктора права.
У 1855—1868 роках — бургомістр Тернополя. Ініціатор закладення Міського парку (нині Старий парк).
Був одружений, мав сина Станіслава та двох доньок.
Помер 5 травня 1886 року в рідному місті, де й був похований коштом міста 7 травня. На знак жалоби за померлим на тернопільській ратуші на три дні вивісили чорну хоругву.

## Вшанування
- У липні 1897 року в «Новому го́роді» (нині «Старий Парк»[10]) було відкрито погруддя В. Мандля, яке виготовив львівський скульптор Томаш Дикас. Пам'ятник не зберігся:[11] зруйнований більшовицькою владою 1940 року.[10]
- Нинішня вулиця Паркова, яка веде до Старого парку, давніше низивалась іменем В. Мандля.